# Rauschenberg
Rauschenberg település Németországban, Hessen tartományban. Lakosainak száma 4615 fő (2023. december 31.).

## Népesség
A település népességének változása:
| Lakosok száma | 4419 | 4395 | 4402 | 4488 | 4615 |
|               | 2017 | 2019 | 2021 | 2022 | 2023 |